# Xã Browning, Quận Franklin, Illinois
Xã Browning (tiếng Anh: Browning Township) là một xã thuộc quận Franklin, tiểu bang Illinois, Hoa Kỳ. Năm 2010, dân số của xã này là 2.450 người.